# Tecumseh: The Last Warrior
Tecumseh: The Last Warrior (conocida en España como El último guerrero: Tecumseh) es una película de wéstern de 1995, dirigida por Larry Elikann, escrita por Paul F. Edwards y basada en el libro de James Alexander Thom, musicalizada por David Shire, en la fotografía estuvo Eric Van Haren Noman y los protagonistas son Jesse Borrego, David Clennon y Joe Inscoe, entre otros. El filme fue realizado por Turner Pictures (I), se estrenó el 4 de junio de 1995.

## Sinopsis
El western muestra cómo, en 1812, los conquistadores quisieron sacarles cada vez más tierras a los nativos. Tecumseh, líder de los indios Shawnee, va a hacer algo. Proyecta un gran estado indio y pretende ganarse a los colonizadores ingleses para cumplir su objetivo.